# Sven Väth
Sven Väth (n. 26 octombrie 1964, Obertshausen, Republica Federală Germania) este un DJ și producător muzical german, triplu laureat al DJ Awards. Cariera sa în muzica electronică se întinde pe o perioadă de mai bine de 30 de ani. A debutat cu single-ul „Electrica Salsa” în 1986, aflându-se în componența formației OFF.
Este poreclit „Papa Sven” de către fanii săi. A fost un „star pop” din Germania în anii 1990, administrând două cluburi de noapte din Germania și înființând propria companie Cocoon, care cuprinde o agenție de artiști, o casă de discuri și o filială de organizare a evenimentelor.
Este recunoscut pentru promovarea genului de muzică electronică underground atât în Germania, cât și în Ibiza, găzduind timp de optsprezece ani petreceri la Amnesia și în locuri neobișnuite de pe insulă. Este un aprig susținător al vinyl-ului, folosind doar două deck-uri și un mixer pentru spectacolele sale extinse de DJ, cel mai lung dintre care a durat 30 de ore.

## Biografie
Părinții lui Sven Väth erau din Germania de Est. Au evadat (fiecare de sine stătător) în Germania de Vest și s-au întâlnit acolo întâmplător în adolescență, într-un oraș lângă Frankfurt. Cei doi s-au căsătorit și au avut trei fii, inclusiv Sven. Tatăl era pictor. Cuplul frecventa des seratele de dans, iar tatăl a deschis un pub englezesc după ce își dorise acest lucru mai mult timp. Pub-ul avea un mic ring de dans, unde Sven s-a familiarizat cu o gamă largă de genuri de muzică, de la rock'n'roll la disco.
În vara anului 1980, Väth a plecat pentru prima dată de la Frankfurt la Ibiza. A făcut autostopul de la Barcelona cheltuindu-și alocuțiile de șomaj și a petrecut un total de trei luni pe insulă, înnoptând pe șezlonguri și distribuind pliante pentru cluburi de noapte pentru se hrăni. În acea vară, simțindu-se fermecat de Ibiza, a decis că vrea să devină DJ. La întoarcerea acasă, mama l-a întrebat dacă dorește să fie DJ în pub-ul părinților. Sven a acceptat cu bucurie. Avea vârsta de 17 ani.

## Carieră
Un an mai târziu, în 1982, Sven Väth a primit propunerea de a evolua la clubul Dorian Gray din Frankfurt pe Main. Acolo a făcut cunoștință cu Michael Münzing și Luca Anziloti și a început să producă muzică. În 1985, cei trei au înființat formația OFF (Organization for Fun – din engleză „Organizație pentru distracție”) și au produs piesa „Bad News”. Väth a mers la Ibiza să-și promoveze noul cântec în fața lui Alfredo, Pippi și Cesar – trei DJ-i populari ai Ibiza din acea vreme. În anul următor, 1986, OFF a căpătat popularitate datorită noului cântec „Electrica Salsa” de pe albumul lor de debut, Organisation For Fun. Piesa a cunoscut succes în toată Europa, Sven devenind peste noapte o senzație pop interpretând alături de vedete precum Vanessa Paradis și Axel Bauer la vârsta de 22 de ani.
OFF a mai lansat o serie de single-uri și un al doilea album, Ask Yourself, în 1989. Ultimul lor single, „Move Your Body”, a fost lansat în 1990. Ulterior, Münzing și Anziloti au trecut la noul lor proiect, Snap!.

### Clubul „Omen”
În 1988, Väth a deschis în Frankfurt clubul de dans „Omen”, alături de Michael Münzing și Mattias Martinsohn. În acel loc activa anterior clubul „Vogue”, la care a evoluat și Väth o perioadă. „Omen” a devenit unul dintre cele mai bune cluburi din Germania, conform Groove Magazine, și este considerat a fi unul din locurile de origine ale muzicii techno germane.
La zece ani de la inaugurare, Sven Väth a decis să închidă clubul, din cauza problemelor cu care se confruntau administratorii acestuia cu proprietarii imobilului și autoritățile orașului. La ultima petrecere au venit atât de multe persoane, încât au fost montate difuzoare afară, iar oamenii au dansat în plină stradă. Poliția nu a intervenit decât pentru a redirecționa traficul rutier.

### Eye Q și Harthouse Records

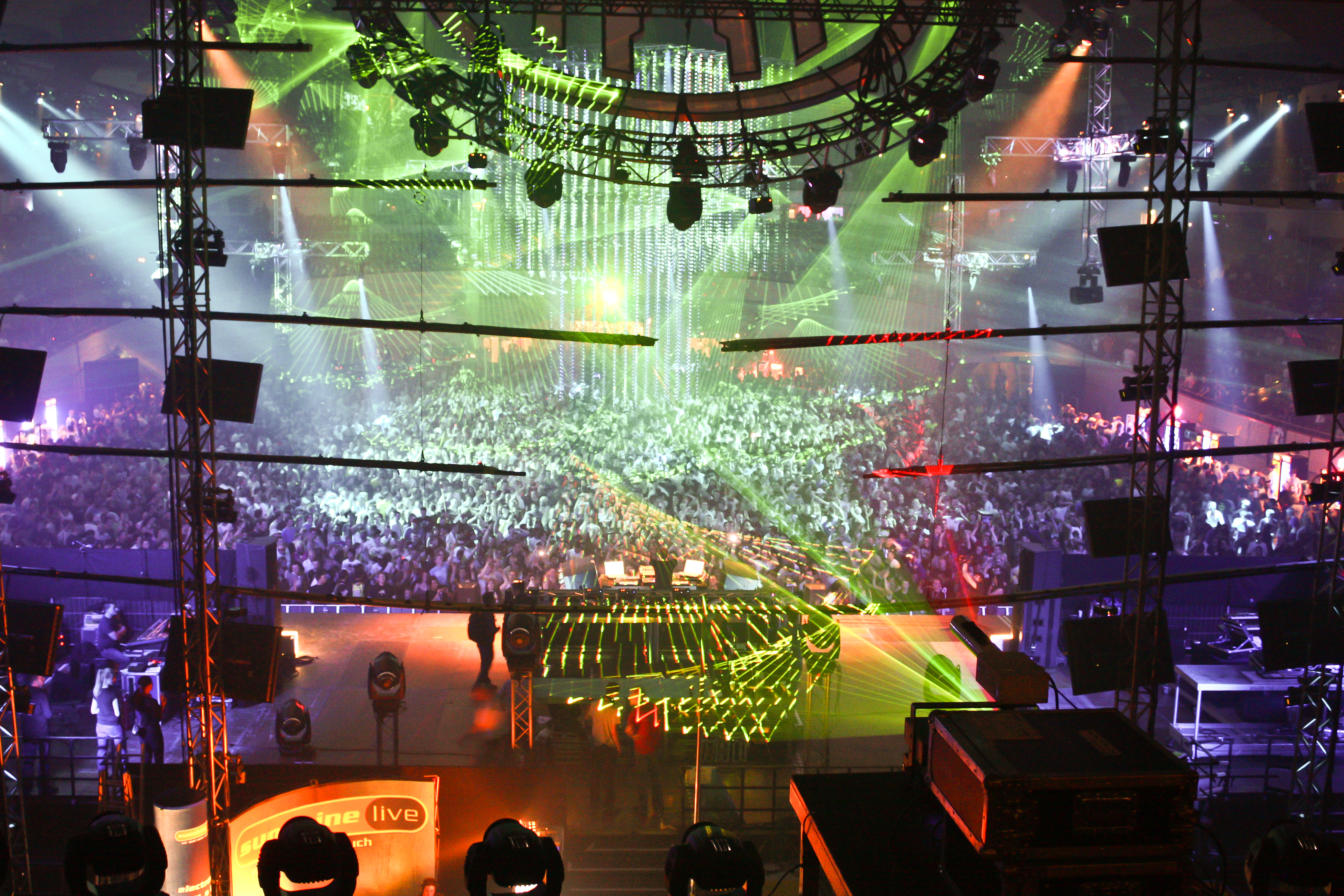
Festivalul Mayday 2009 în Dortmund, sala 1

Casa de discuri Eye Q a fost fondată în 1991 de Sven Väth, Heinz Roth și Matthias Hoffman. Aici au fost lansate două dintre cele mai cunoscute albume ale artistului: Accident in Paradise (1992; album numit de revista „Mixmag” drept unul dintre cele mai bune 50 de albume dance din toate timpurile) și The Harlequin, the Robot, and the Ballet-Dancer (1994).
În 1992, Sven a fondat casa de discuri Harthouse, la care a înregistrat sub pseudonimul Barbarella. A părăsit cele două case de discuri în 1997 pentru a se dedica altor proiecte. Un an mai târziu, ele au dat faliment.

### Virgin Records
Sven Väth a semnat în 1998 un contract de 3 albume cu marea casă de discuri Virgin Records. A lansat Fusion (1998), Contact (2000) și Fire (2002). Pentru a-și promova albumul Fusion, caracterizat de elemente de techno, electro, și trip hop, Väth a mers într-un turneu mondial. Albumul a fost, de asemenea, remixat de diverși artiști și lansat într-o ediție specială de șase discuri vinyl. Virgin a mai lansat, în 2000, o compilație a celor mai bune lucrări ale lui Väth la Eye Q Records.

### Cocoon
Agenția Cocoon a apărut în 1996, inițial semnificând o serie de petreceri găzduite de Sven. Numele „Cocoon” (din engleză cocon – învelișul larvei) a fost adoptat de Sven după ce acesta urmărise un spectacol al La Fura dels Baus în 1994 la Berlin. Recuzita spectacolului includea coconi agățați, umpluți cu apă, ceea ce în opinia lui Sven reprezenta metamorfoză și schimbare, astfel inspirându-l să aleagă această denumire pentru următorul său proiect.
Artistul a promovat noul concept prin turnee în Germania și America de Nord. Petrecerile s-au dovedit a fi o povară financiară pentru el și nu întotdeauna au fost reușite, cu toate acestea Väth a extins proiectul în 1999, fondând o agenție de rezervări. Ulterior a inițiat și o agenție de organizare a evenimentelor, cât și casa de discuri Cocoon.
Agenția de rezervări a promovat numeroase nume de pe scena mare a muzicii techno, precum Ricardo Villalobos, Matt John, Dubfire și însuși Sven Väth. În prezent, continuă să colaboreze cu artiști precum Tobi Neumann, Onur Özer, Raresh și alții.
Cocoon Recordings a contribuit esențial la lansarea unor DJ-i; printre cei cu care a colaborat se numără Martin Buttrich, Loco Dice, Roman Flügel, Guy Gerber și alții. În fiecare an, casa de discuri lansează o compilație numită printr-o literă a alfabetului (de exemplu „Cocoon Compilation A”) pentru a prezenta lucrările unui anumit artist. În 2013, Cocoon a celebrat lansarea a celui de-al 100-lea material muzical.

#### Cocoon Ibiza

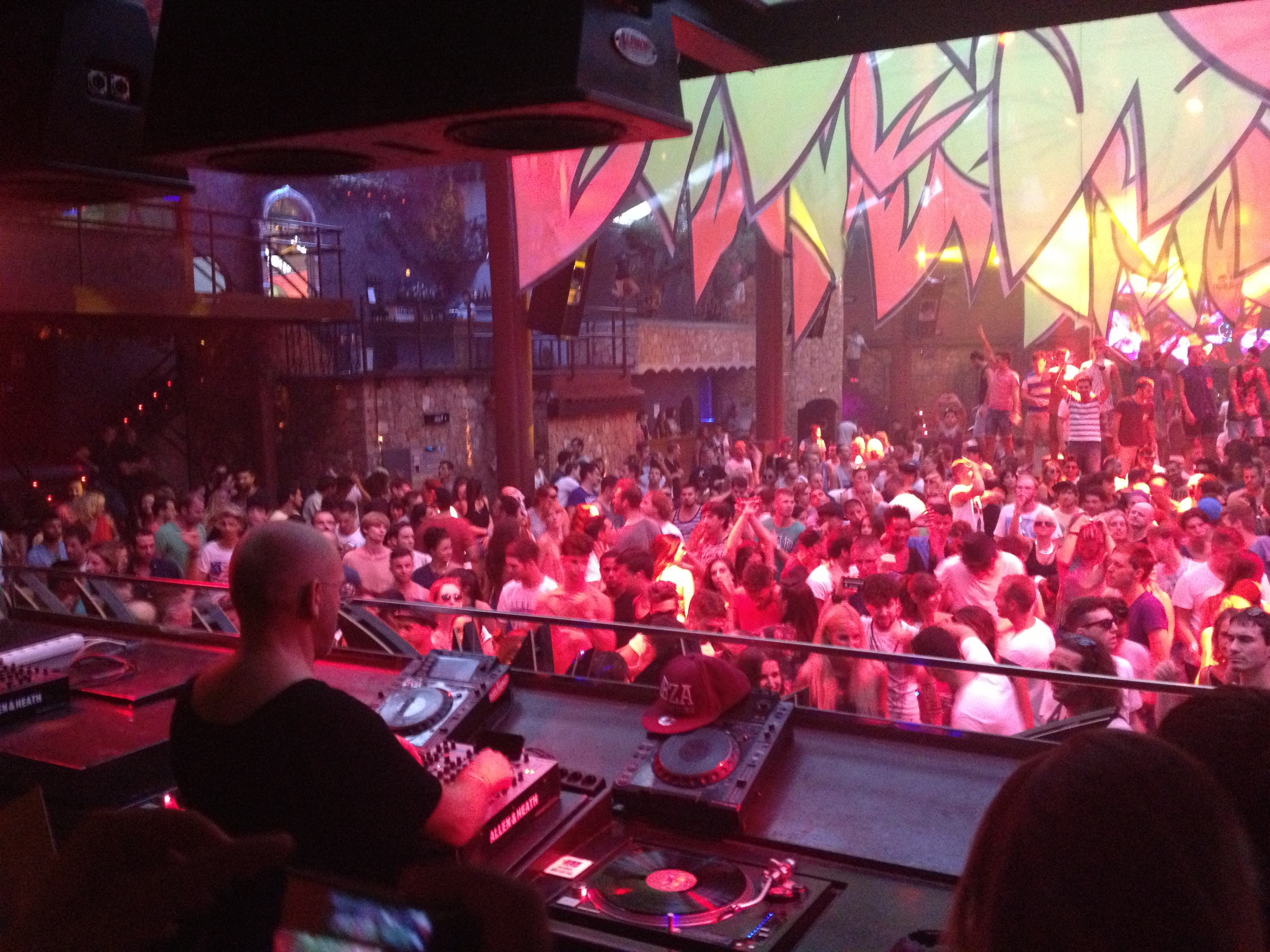
Sven Väth evoluând la petrecerea Cocoon din Ibiza, la clubul Amnesia, în septembrie 2013

În sezonul estival 1999 din Ibiza, Mar T de la clubul Amnesia i-a propus lui Sven să organizeze petreceri Cocoon pe scena lor în zilele de luni – ultima zi de petreceri din fiecare săptămână. După patru seri de probă, petrecerile Cocoon au continuat timp de paisprezece zile de luni în 2000, cât și în următorii treisprezece ani. La evenimente au participat artiști precum Cassy, Carl Craig, Josh Wink, Adam Beyer, Ricardo Villalobos și alții. După fiecare sezon, Väth lansa câte un mix intitulat "The Sound of the Season" („Sunetul sezonului”).
Petrecerile Cocoon au mai ieșit în evidență și pentru faptul că erau organizate uneori în locuri nepermise de pe Ibiza și Formentera, fiind în unele cazuri întrerupte de poliție. Petrecerile din zilele de luni au continuat la Amnesia până în 2018, după care au fost mutate la Pacha.

#### Cocoon Frankfurt
În 2004, Väth a deschis la Frankfurt clubul „Cocoon”. Noul local a fost considerat a fi succesorul lui „Omen”. Genurile abordate erau techno, house și trance, cu artiști precum Richie Hawtin, Ricardo Villalobos, Armin van Buuren și Above & Beyond. Printre DJ-ii permanenți se numărau Sven Väth, DJ Karotte, Toni Rios, C-Rock și Sidney Spaeth.
În clădire mai activau și două restaurante prestigioase și câteva saloane. Au fost instalate „nișe” speciale în care vizitatorii clubului să se poată așeza ca în niște „coconi”.
Clubul Cocoon a dat faliment în noiembrie 2012.

## Viață personală

### Familie
Sven Väth are doi copii. Fiica cea mai mare s-a născut în 1989. Apoi, în 1991, la o petrecere privată de la Ibiza, a întâlnit-o pe Nina Peter, un designer vienez de accesorii de modă din piele. Cuplul s-a căsătorit în 2008 în Thailanda, în cadrul unei ceremonii budiste. Trei ani mai târziu, la Viena, s-a născut fiul lor Tiga, care a fost numit astfel în cinstea DJ-ului și producătorului canadian Tiga, un bun prieten al lui Väth. Din 2012, Väth și Peter nu mai sunt împreună.
Sven are doi frați, dintre care unul este artist și DJ, iar celălalt deține un magazin de flori.

### Stil de viață
Väth și-a petrecut copilăria lângă Frankfurt. Urmându-și cariera, își petrecea verile la Ibiza și restul anului la Frankfurt, atunci când nu era angajat în turnee mondiale. În prezent, Väth are o casă în Ibiza, în care locuiește cea mai mare parte a anului, inclusiv în sezonul estival pentru petrecerile sale Cocoon. În 2013, a decis să se mute la Londra.
După mulți ani de petreceri, Väth practică în prezent medicina ayurvedică, pe care a însușit-o când locuia în Goa. Din octombrie până în ianuarie (în afara sezonului de petreceri), el urmează o dietă strictă fără carne, zahăr și alcool. Odată cu nașterea fiicei, a încetat consumul de cocaină și, câțiva ani mai târziu, a renunțat și la fumat.

### Vinyl
Väth este un susținător ferm al vinyl-ului și utilizează doar discuri vinyl în spectacolele sale. A declarat că „un disc bine fabricat, redat într-un sistem calitativ, pur și simplu sună mai bine decât oricare dintre concurenții digitali. Vinyl-ul este mediul potrivit pentru toți cei care prețuiesc sunetul bun”. Este unul dintre puținii DJ-i de top, potrivit Resident Advisor, care continuă să folosească doar fonograful în evoluțiile live. Când a aflat că Technics suspendă fabricarea renumitelor fonografe SL-1200, a spus că se simte „ca un pianist care a aflat că nu vor mai fi fabricate piane de concert”.

## Discografie

### Albume solo
- Accident in Paradise (Eye Q, 1992) (Warner Bros. Records, 1993, U.S.)
- The Harlequin, the Robot, and the Ballet Dancer (Eye Q, 1994) (Warner Bros. Records, 1995, U.S.)
- Touch Themes Of Harlequin - Robot - Ballet-Dancer (Eye Q, 1995)
- Fusion (Virgin Records, 1998)
- Six in the Mix (The Fusion Remix Collection '99) (Virgin Records, 1999)
- Contact (Ultra Records, 2000) (lansat și la Virgin Records)
- Fire (Virgin Records, 2002)
- Fire Works (remix-uri ale pieselor de pe Fire) (Virgin Records, 2003)

### Colaborări și alte albume
- Barbarella – The Art of Dance (Eye Q, 1992; cu Ralf Hildenbeutel)
- Astral Pilot – Electro Acupuncture (Eye Q, 1995; cu B-Zet)
- Der Kalte Finger (Eye Q, 1996; cu B-Zet)
- Retrospective 1990-1997 (versiunea cu un singur disc) (WEA Records, 2000)
- Retrospective 1990-1997 (versiunea cu două discuri) (Club Culture, 2000) (lansat și la Warner Music în Japonia)
- Allan Gauch (Virgin Records 1997-2002)

### Albume cu mix-uri
- DC's Hand Picked Mix Tape
- The Sound of The First Season (One Disc Version 2000)
- The Sound of The Second Season - Noche Y Dia (Two Disc Version 2001)
- The Sound of The Third Season (cu Richie Hawtin) (One Disc Version 2002)
- The Sound of The Fourth Season (Two Disc Version 2003)
- The Sound of The Fifth Season (One Disc Version 2004)
- The Sound of The Sixth Season (Two Disc Version 2005)
- The Sound of The Seventh Season (Two Disc Version 2006)
- The Sound of The Eighth Season (Two Disc Version 2007)
- The Sound of The Ninth Season (Two Disc Version 2008)
- The Sound of The Tenth Season (Two Disc Version 2009)
- The Sound of The Eleventh Season (Two Disc Version 2010)
- The Sound of The Twelfth Season (Two Disc Version 2011)
- The Sound of The Thirteenth Season (Two Disc Version 2012)
- The Sound of The Fourteenth Season (Two Disc Version 2013)
- The Sound of The Fifteenth Season (Two Disc Version 2014)
- The Sound of The Sixteenth Season (Two Disc Version 2015)
- The Sound of The Seventeenth Season (2016)
- The Sound of The 18th Season (2017)
- The Sound of The 19th Season (2018)
- The Sound of The 20th Season (2019)

### Single-uri
- „L'Esperanza” #5 Hot Dance Club Play; #63 UK (1993)
- „Ritual of Life” (Eye Q, 1993)
- „Ballet-Fusion” (Eye Q, 1994)
- „Fusion - Scorpio's Movement” (Virgin Records, 1997)
- „Breakthrough” (Virgin Records, 1998)
- „Face It” (Virgin Records, 1998)
- „Omen A.M.” (Virgin Records, 1998)
- „Schubdüse” (Virgin Records, 1998)
- „Sounds Control Your Mind” (Virgin Records, 1998)
- „Augenblick” (Virgin Records, 1999)
- „Dein Schweiß” (Virgin Records, 1999)
- „Discophon” (Virgin Records, 1999)
- „Barbarella” (remix) (Club Culture, 2000)
- „L'Esperanza” (remix) (Club Culture, 2000)
- „My Name is Barbarella” (Code Blue, 2000)
- „Je t'aime... moi non plus” (feat. Miss Kittin) / Design Music (Virgin Records, 2001)
- „Strahlemann Und Söhne” (remix) (Virgin Records, 2001)
- „Mind Games” (Virgin Records, 2002)
- „Set My Heart on Fire” (Virgin Records, 2002)
- „Komm” (Cocoon Recordings, 2005)
- „Spring Love” (Datapunk, 2006)
- „The Beauty and The Beast” (Cocoon Records 2008)